# Andrea Bellandi
Andrea Bellandi (* 22. října 1960 Florencie) je italský římskokatolický duchovní a arcibiskup Salerna-Campagne-Acerna.

## Život
Narodil se 22. října 1960 ve Florencii.
Vstoupil do arcibiskupského semináře v rodném městě. Následně přešel do Papežského lombardského semináře v Římě, kde se věnoval studiu na Papežské univerzitě Gregoriana. Dne 4. dubna 1985 byl arcibiskupem Silvanem Piovanelli vysvěcen na kněze. O dva roky později se stal profesorem fundamentální teologie na Teologickém institutu ve Florencii (dnes Teologická fakulta Střední Itálie), kde působil až do svého jmenování biskupem.
Byl farářem u San Giovannino dei Cavalieri ve Florencii a kaplanem kongregace sester Malých služebnic Nejsvětější Trojice. Roku 2010 se stal kanovníkem katedrály Santa Maria del Fiore a arcibiskupským delegátem pro formaci kléru. Roku 2014 byl ustanoven generálním vikářem arcidiecéze.
Dne 4. května 2019 jej papež František jmenoval metropolitním arcibiskupem Salerna-Campagne-Acerna. Biskupské svěcení přijal 6. července z rukou kardinála Giuseppe Betoriho a spolusvětiteli byli kardinál Crescenzio Sepe a arcibiskup Filippo Santoro. Dne 29. června obdržel od papeže pallium.